# Luco de Huerva
Luco de Huerva, Luco, Luquillo o Luguillo es un despoblado del término municipal de Herrera de los Navarros, en la comarca de Campo de Daroca de la provincia de Zaragoza.
La localidad fue parte del señorío de Alcañicejo y tenía una iglesia, convento y cementerio. Pese a ello, terminó siendo anexionada por su más populosa vecina dentro de las consolidaciones territoriales de la Extremadura aragonesa.

## Topónimo
El nombre procede del latín lucus ‘bosque o cueva sagrado’, siguiendo las leyes fonéticas del romance aragonés. Las formas Luquillo y  Luguillo son diminutivos de Luco. A un kilómetro aguas abajo del despoblado, en un escarpe sobre la curva del río Huerva, hay una cueva profunda que pudo dar nombre al lugar.
El mismo origen topónimo nombra otros lugares de Aragón (Luco de Jiloca y Luco de Bordón) , uno del País Vasco (Luko), y el más conocido de todos en Galicia (Lugo).

## Historia
Aparece en las crónicas en 1124 como parte de una donación de Alfonso I el Batallador, junto a otros territorios de la frontera del Huerva donados a los hermanos Fruela y Pelayo por los servicios prestados durante la reconquista. La localidad debió pasar por diversas manos hasta que fue adquirida, junto con el resto del señorío de Alcañicejo, por Jimeno de Urrea en 1217. Pasó así a ser parte del patrimonio de una de las principales casa nobiliarias aragonesas, hasta que en 1348 la Unión de Aragón, alianza de los magnates aragoneses, fue vencida en la batalla de Épila. El señorío de Alcañicejo es parte de los bienes confiscados por el rey Pedro IV de Aragón, que pronto lo vendió a la comunidad de aldeas de Daroca. Pese a ello, fue de nuevo convertida en señorío en 1357, enajenado a la corona en 1372 y devuelto a los Urrea ese año.
Su propiedad en el siglo XV es confusa. Algunos autores narran que en 1400 la población era lo bastante reducida como para que se anexionara a Herrera. Hay cierta ambigüedad en los autores sobre si aún matenía población (dado que parece participar en las actividades de la comunidad de Daroca) o ya era una pardina. La opinión popular atribuye su despoblación a la epidemia de peste negra que asoló Occidente en el siglo XIV.
Otros autores siguen su sucesión en los testamentos de los Urrea hasta pasar por matrimonio a la órbita de los Fernández de Heredia. La existencia de varios juicios parece apuntar a que estos mantuvieron sus pretensiones sobre el antiguo señorío pero probablemente Luco fuera anexado por la Comunidad de Daroca durante el siglo XV.
Jordán de Asso lo describe ya como agregado a Herrera, así como el Diccionario geográfico-estadístico-histórico de España y sus posesiones de ultramar de Pascual Madoz. Desde entonces se ha usado como zona agraria, ganadera e industrial de Herrera, con la antigua iglesia de San Miguel reconvertida en ermita.